# L'Examen de minuit (film, 1998)
Ne doit pas être confondu avec L'Examen de minuit.
Pour plus de détails, voir Fiche technique et Distribution.
L'Examen de minuit est un film français réalisé par Danièle Dubroux, sorti en 1998.

## Fiche technique
- Titre français : L'Examen de minuit
- Réalisation : Danièle Dubroux
- Scénario : Danièle Dubroux et Pascal Richou
- Photographie : Bertrand Mouly
- Musique : Jean-Marie Sénia
- Création des décors : Patrick Durand
- Production : Paulo Branco
- Pays d'origine :  France
- Date de sortie : 1998

## Distribution
- Julie Depardieu : Séréna Dartois
- François Cluzet : Antoine
- Serge Riaboukine : Roland Dubois
- Danièle Dubroux : Marianne Thomas
- Jean-Christophe Bouvet : Le Vendeur du Manoir
- Bruno Sermonne : Hubert
- Naguime Bendidi : Naguim
- Florence Giorgetti : La Femme de la librairie